# Crateromys heaneyi
Crateromys heaneyi là một loài động vật có vú trong họ Chuột, bộ Gặm nhấm. Loài này được Gonzales & Kennedy miêu tả năm 1996.

## Hình ảnh

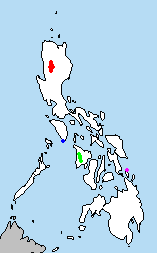